# Meesia lavardei
Meesia lavardei là một loài Rêu trong họ Meesiaceae. Loài này được Thér. mô tả khoa học đầu tiên năm 1937.